# ドールズパーティー
ドールズパーティーとは、株式会社ボークスによって主催されるドールとその関連アイテムの展示即売会。ドルパと略されることがある。

## 概要
株式会社ボークスは1998年に球体関節人形に参入し、スーパードルフィーの展開を開始した。同社役員である重田せつの「ドールの交流会が開催できないか？」という発案で、1999年2月より開催が始まった。名称は「ドールのお茶会 (パーティー) 」という意味から名付けられた。そのため毎回会場内にドール愛好者同士の交流専用のスペース、通称「お茶会スペース」が設けられている。
同様のドール系イベントとして、有志団体による「ドールショウ」 (東京のみ) 、株式会社ユウメディアによる「アイドール」 (東京、名古屋、大阪) がある。それの中でドールズパーティーは、出店ディーラー数や参加者など他のイベントと比較し多く、最も規模が大きい。

## 歴史・沿革
1999年2月に「第1回ドールズパーティin 99」が東京にて開催された。その後は、毎年5月のゴールデンウィーク連休中と12月の年2回を東京で、3月には京都で開催される。
東京では、第4回までは池袋のサンシャインシティで開催されたが、収容人数が足りなくなり、第5回以降は東京ビッグサイトで開催されている。京都では、みやこめっせ、または京都府総合見本市会館 (パルスプラザ) で開催されている。イベント開催ごとにボークスがスーパードルフィーなどのドールおよびドール用品の限定品発売を行うことがあり、参加者は年々増加している。
また、不定期に名古屋、大阪、福岡でも開催され、「ホームタウンドルパ」として地元のドールファンの人気を呼んでいる。東京でも規模の小さな「ホームタウンドルパ東京」が開催されたことがある。